# استان هامگیونگ جنوبی
استان هامگیونگ جنوبی (به لاتین: South Hamgyong Province) یک استان در کشور کره شمالی است که در منطقهٔ کواننام واقع شده‌است.

## خصوصیات
استان هامگیونگ جنوبی ۱۸٬۹۷۰ کیلومترمربع مساحت و ۳٬۰۶۶٬۰۱۳ نفر جمعیت دارد.